# كوينيدين
الكوينيدين أو الكينيدين هو عامل مضاد لاضطراب النظم من الصنف I في القلب. وهو متصاوغ فراغي للكوينين مشتق بالأصل من لحاء شجر الكينا.

## روابط خارجية
- MedlinePlus
- Poisons Information Monograph